# Osbaston
Osbaston is een civil parish in het bestuurlijke gebied Hinckley and Bosworth, in het Engelse graafschap Leicestershire met 255 inwoners.